# Stefano Valdesalici
Stefano Valdesalici är en italiensk zoolog med inriktning på iktyologi som forskat kring och står som auktor för cirka trettiotalet arter äggläggande tandkarpar (även kallade "killifiskar"), främst inom familjen Nothobranchiidae. Han är också ordförande i Associazione Italiana Killifish, en italiensk, nationell intresseorganisation för odling, bevarande och spridning av framför allt renrasiga naturformer av killifiskar.

## Arter i urval
Valdesalici är auktor för bland annat följande arter:
| - Anablepsoides lineasoppilatae Valdesalici & Schindler, 2013 - Anablepsoides parlettei (Valdesalici & Schindler, 2011) - Aphyosemion grelli Valdesalici & Eberl, 2013 - Nothobranchius boklundi Valdesalici, 2010 - Nothobranchius hassoni Valdesalici & Wildekamp, 2004 - Nothobranchius hengstleri Valdesalici, 2007 - Nothobranchius ivanovae Valdesalici, 2012 - Nothobranchius kardashevi Valdesalici, 2012 | - Nothobranchius krammeri Valdesalici & Hengstler, 2008 - Nothobranchius oestergaardi Valdesalici & Amato, 2011 - Nothobranchius rosenstocki Valdesalici & Wildekamp, 2005 - Nothobranchius seegersi Valdesalici & Kardashev, 2011 - Pronothobranchius chirioi Valdesalici, 2013 - Rivulus staecki Schindler & Valdesalici, 2011 - Rivulus tomasi Vermeulen, Valdesalici & García Gil, 2013 |